# Mosca de la pastanaga
La mosca de la pastanaga (Chamaepsila rosae) és una espècie de dípter braquícer de la família dels psílids. És una plaga de plantes en agricultura i jardineria, i principalment afecta la pastanaga, però pot atacar també altres plantes de la família de les apiàcies, com la xirivia, el julivert i l'api.

## Larves
La larva és la que fa malbé les pastanagues. Són de color groc crema i s'alimenten de les capes externes de l'arrel de la pastanaga. A la tardor penetren dins les arrels. Les larves fan uns 10 mm de llarg i no tenen ales.

## Símptomes de la infestació
Les fulles esdevenen marcides i descolorides. Les fulles es tornen de color vermell rovellat a escarlata i algunes grogueixen. Hi ha túnels de color marró rovellat en les arrels.

## Control
Les mosques de la pastanaga ponen els ous al voltant de pastanagues en desenvolupament; la larva quan emergeix de l'ou fa túnels dins les arrels. Com que la mosca adulta vola molt baix, el millor mètode de lluita és fer una barrera de protecció al voltant del conreu de com a mínim 60 cm d'alt. Alternativament es pot cobrir el conreu amb una manta agrícola. Algunes plantes com el romaní, la sàlvia i la calèndula dissuadeixen les mosques de la pastanaga. Hi ha nous cultivars de pastanaga que diuen que són resistents a aquesta plaga.

## Nom científic
Primer es va donar el nom de Musca rosae per part de Fabricius en Entomologia systematica emendata et aucta (1794), nom que ja havia donat abans De Geer 1776 per a l'espècie que Linnaeus havia nomenat Musca pyrastri, 1758 (actualment es diu Scaeva pyrastri). Un nou nom, Chamaepsila hennigi, va ser proposat per la mosca de la pastanaga per part de Thompson & Pont el 1994. La International Commission on Zoological Nomenclature va conservar l'epítet rosae ode rosae de Fabricius.